# 阮次山
阮次山（英語：Anthony Yuen，1946年10月9日—2020年5月17日），美籍华人，祖籍海南儋州，出生于中国广西。曾任香港凤凰卫视资讯台总编辑兼时事评论员。他同时还为新加坡《联合早报》撰写专栏，担任过大学教授。

## 生平

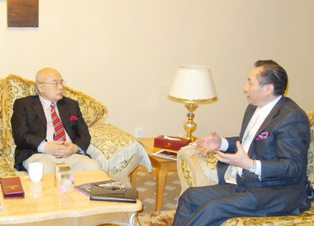
阮次山与戴峰交谈

1946年，阮次山出生于广西，父亲阮中歧是中國国民党的中下层官员，曾在广西省的机关工作。 
1949年，4岁的阮次山随父亲离开广西到海南，又到了越南，然后才辗转到了台湾。1973年，阮次山出任台湾中国广播公司对外关系组副组长，一直到1976年。1974年，阮次山毕业于國立政治大學新闻系学士，后赴美国讀書，获纽约聖若望大學（St. John's University）东亚研究所硕士。1976年，阮次山出任美国《世界日报》资深编辑。1978年，阮次山出任中国广播公司听众服务组组长。1979年转任中国广播公司新闻编制组组长，次年任期满。
1981年，阮次山出任《世界日报》总编辑。1986年，他转任《洛杉矶中报》副社长兼总编辑，直到1988年。1998年，阮次山出任台湾Taiwan News副社长兼总编辑，2000年任期满。2001年，阮次山出任香港凤凰卫视资讯台总编辑兼首席评论员，直至2016年5月離職。
从事媒体行业的同时，阮次山还担任过多所中国大陆高校的教授。2002年，阮次山受聘为中国人民大学客座教授。2004年，受聘为武汉理工大学兼职教授。2006年12月，受聘为哈尔滨工程大学客座教授。2010年4月，出任西华大学凤凰学院名誉院长兼首席教授。5月至6月，先后受聘为武汉大学新闻与传播学院客座教授以及中国矿业大学客座教授。2011年6月，受聘为西北工业大学客座教授。
2020年5月17日，阮次山在台湾台中逝世，享年73岁。

## 言論
阮次山擁有美國國籍，關於身份认同，他曾回應記者称：“我的老祖宗是中國，我當然要說‘我們中國’。……如果你要逼我到牆角，說你到底是中國人還是美國人？那我當然是中國人，還能是美國人嗎？”对于“拿着美国护照说爱中国”等非议，阮次山回应称：“我虽然不在国内体系长大，虽然拿着美国护照，但这不影响我爱自己的祖国。对国家的感情，不会因为你在哪个空间而不同。”
2007年7月6日，阮次山在一中文電視節目中評論香港上街遊行爭取普選的香港人是飽暖思淫欲，他指責香港人沒良心，今天的好局面全賴北京，他又表示：「你香港再鬧，就可以從廣東斷你水……」
2008年5月12日，四川汶川縣發生了八級地震，阮次山在貴州談到此次大地震，向當地民眾說：「中國的表現讓世界震驚，讓世界刮目相看。各國都給予很高的評價」。他指出，1994年洛杉矶大地震，联邦民兵最大的责任就是在灾区进行宵禁，防止打砸抢。而中国的灾区治安稳定，没有人趁灾打劫。
2010年8月24日，阮次山在鳳凰衛視節目中评论菲律宾马尼拉劫持香港旅行团人质事件时，指香港行政長官曾荫权没资格打电话给菲律賓总统。阮又說：「巴士綁架很特別、罕見，因此警察經驗不足是情有可原。香港地區的特首不是國家元首，你不要搞错了，要打也是胡錦濤打，何況胡錦濤也不可能打，這小題大做」，並謂「要菲律賓提出責任報告，誰有責任，關你香港什麼事？這個報告出來，保險公司可以賠多一點嗎？」，對於他的言論，有批評指中央沒及時反應，特區政府只好自行設法救人，在二十多人危在旦夕之時，拘泥甚麼僭越、身份不對等，只有患上泛政治病的人，才會有此反應。
2014年3月21日，阮次山在鳳凰衛視節目上表示台灣政壇主張兩岸服務貿易協議逐條審查，馬英九「背叛」祖國大陸。 他聲稱台灣是無政府狀態，年輕人逢中必反，加上民進黨推波助瀾學運，讓馬英九遭遇執政以來最嚴重危機。

## 作品
- . 世界知识出版社. 2004年. ISBN 978-7-5012-2180-6.
- . 九州出版社. 2004年. ISBN 978-7-80114-992-3.
- . 九州出版社. 2005年. ISBN 978-7-80195-225-7.
- 《与世界领袖对话：聚焦国际风云》，上海人民出版社，2009年，ISBN 978-7-208-08309-7，342页。